# Teligent Telecom
Teligent Telecom AB är ett mjukvaruföretag inom telekomsektorn, med huvudkontor i Nynäshamn. Teligent Telecom erbjuder teleoperatörer tjänster så som mobilsvar, kontantkort och folkomröstningar.

## Historia
Företagets föregångare, Teligent AB, grundades 1990, förvärvade 1999 en avdelning från Bull och blev därmed ägare av mjukvaran bakom Telias röstbrevlådesystem Telesvar som hade omkring 2 miljoner användare.
Samma år hade företaget noterats på Stockholmsbörsens O-lista, och 2006 omsatte Teligent drygt 600 miljoner kronor och bedrev verksamhet i Ryssland, Spanien och Mellanöstern. Samma år förvärvades Trio AB men i oktober 2008 ansökte företaget om konkurs och lyckades då sälja merparten av bolagets verksamhet.